# 巴格帕特
巴格帕特（Baghpat），是印度北方邦Baghpat县的一个城镇。总人口36365（2001年）。

## 人口
该地2001年总人口36365人，其中男性19317人，女性17048人；0—6岁人口7296人，其中男3913人，女3383人；识字率46.17%，其中男性为53.51%，女性为37.84%。